# Vuelo 9 de Austral
El Vuelo 9 de Austral Líneas Aéreas se estrelló el 21 de noviembre de 1977 en proximidades de San Carlos de Bariloche, Argentina provocando 46 muertos y 33 sobrevivientes.

## Informe
El vuelo era chárter, trasladaba a 31 parejas que se dirigían a realizar su luna de miel en la ciudad cordillerana.
El piloto realizó el descenso por debajo de los límites establecidos como de seguridad, posiblemente porque la tripulación por no respetar el procedimiento ILS a causa de la interrupción de la señal VOR y posiblemente por problemas emocionales del comandante. La maniobra provocó la colisión del avión contra el suelo.